# Vilémov (Olomouci járás)
Vilémov település Csehországban, a Olomouci járásban. Vilémov Luká, Senice na Hané, Bohuslavice, Bílsko, Loučka és Olbramice településekkel határos. Lakosainak száma 428 fő (2024. január 1.).

## Népesség
A település lakosságának változását az alábbi diagram mutatja:
| Lakosok száma | 750  | 735  | 756  | 546  | 492  | 483  | 425  | 429  | 433  | 428  |
|               | 1869 | 1890 | 1921 | 1950 | 1980 | 2001 | 2017 | 2019 | 2022 | 2024 |